# 久居焼
久居焼（ひさいやき）は、三重県久居市（現在の三重県津市）の焼き物。通称ではちゃわん焼と呼ばれていた。

## 久居焼の調査所
1. 産地製造所は三重県下の一志郡川方村の大口山へ万延元年より本場。間口は8間。奥行は5間。付属建物は3か所。
2. 焼窯は幅100間、奥行3間、深さ1尺。
3. 製品は富士形丼、竹形中鍋、三島丼、小皿、中土瓶、小土瓶、兵丹徳利、手付火鉢、花瓶、鍋、火鉢、植鉢。
4. 1窯300円。[2]

## 久居焼の工場調
1. 工場名称は上島陶器製作場
2. 所在地は三重県一志郡桃園村大字川方
3. 持ち主は上島政蔵
4. 創業年月日は万延元年5月5日
5. 主要製品は日用品及び茶器・花器
6. 1年の就業日数は300日
7. 1日の就業時間は10時間
8. 職工及び従業員は男性5人、女性2人
9. 職工1日1人の賃金は男性40銭、女性20銭[3]

## 家系図
- 上島弥兵衛（初代）
- 上島岩吉（2代目）
- 上島政蔵（3代目）
- 村田菅一（4代目）[4]